# Holcocera basiplagata
Holcocera basiplagata é uma espécie de mariposa do gênero Holcocera pertencente à família Coleophoridae.